# Râul Breazova, Strei
Râul Breazova (cunoscut local și ca Pârâul Cracului) este un curs de apă, afluent de stânga al râului Galbena, care este un afluent al râului Strei. 

## Generalități hidrografice
Râul Breazova are un afluent de stânga, Valea Răchițelii, și patru afluenți de dreapta, Zeicani, Zlatina, Râușor, Odorojnița. 

## Hărți
- Harta Munților Poiana Ruscă  Arhivat în 12 martie 2010, la Wayback Machine.
- Harta Munților Retezat  Arhivat în 10 iulie 2012, la Wayback Machine.
- Harta județului Hunedoara